# Zorzines reductatus
Zorzines reductatus là một loài bướm đêm trong họ Noctuidae.